# Песни России (хор)
Академический хор русской песни «Песни России» — хор русской песни под управлением Заслуженной артистки России Елены Николаевны Кутузовой. Входит в Российский государственный музыкальный телерадиоцентр, являясь радиоансамблем.
Академический хор русской песни создан в 1945 году. Более 50 лет его бессменным руководителем являлся народный артист СССР, лауреат Государственной премии им. М. И. Глинки, композитор, профессор Николай Васильевич Кутузов.
Ныне коллективом руководит заслуженная артистка России Елена Кутузова — дочь Николая Кутузова, выпускница Московской консерватории, которая работает в хоре с 1994 года сначала в качестве хормейстера, а затем главного хормейстера.
Структура хора «Песни России» включает в себя хоровую, оркестровую и танцевальную группы. В концертных программах все три группы находятся в постоянном движении, перестроении, взаимодействии. Концерты хора — это представления с разнообразным чередованием песен, хороводов, плясок, инструментальной музыки, впечатление от которых усиливается многоцветьем национальных костюмов.
Тематические передачи и разноплановые концертные программы, подготовленные Е. Н. Кутузовой с хором, постоянно звучат по радиостанции «Орфей». Неоднократно хор принимал участие в телевизионных передачах на каналах ОРТ, «Спас», «Доверие» и других. Хор — постоянный участник творческих вечеров и телетрансляций, посвященных представителям жанра — Л. Зыкиной, В. Бокову, А. Стрельченко, А. Аверкину и др. Одна из работ хора — музыкальный цикл народных духовных стихов «Плач души», объединяющий древние русские тексты и напевы от 4 до 18 веков, был высоко оценен представителями Русской православной церкви и был исполнен только в концертных залах, записан на телеканале «Спас», прозвучал в Государственной Думе РФ.
Хор ведет концертно-гастрольную деятельность.
Руководители подразделений: Заслуженная артистка РФ Л. Байкова — балетмейстер-постановщик; Народный артист РФ И. Обликин — руководитель Ансамбля народных инструментов «Финист-балалайка».